# Laurac-en-Vivarais
Laurac-en-Vivarais è un comune francese di 908 abitanti situato nel dipartimento dell'Ardèche della regione dell'Alvernia-Rodano-Alpi.

## Società

### Evoluzione demografica
Abitanti censiti